# Đại dịch COVID-19 trên tàu du lịch
Dịch virus corona 2019–20 đã được xác nhận lây nhiễm cho một số hành khách đi trên tàu du lịch. Mặc dù nhiều con tàu đã bị nghi ngờ liên quan đến virus này nhưng đã không có sự lây nhiễm đáng kể nào của dịch trên những con tàu đó. Ít nhất có một con tàu, Diamond Princess, đã bị lây lan virus đáng kể giữa các hành khách và thủy thủ đoàn.

## Costa Serena
Mười lăm hành khách trên tàu Costa Serena vào ngày 24 tháng 1 đã bị nghi ngờ nhiễm coronavirus. Con tàu đã đến đích Thiên Tân vào ngày 25 tháng 1. Với 17 trường hợp nghi ngờ và 146 (trong số 3.706) hành khách từ tỉnh Hồ Bắc, một trường hợp khẩn cấp đã được tuyên bố. Tàu du lịch đã bị phong tỏa trong 19 giờ trước khi hành khách được phép rời đi khi không tìm thấy trường hợp nào được xác nhận. 

## Diamond Princess

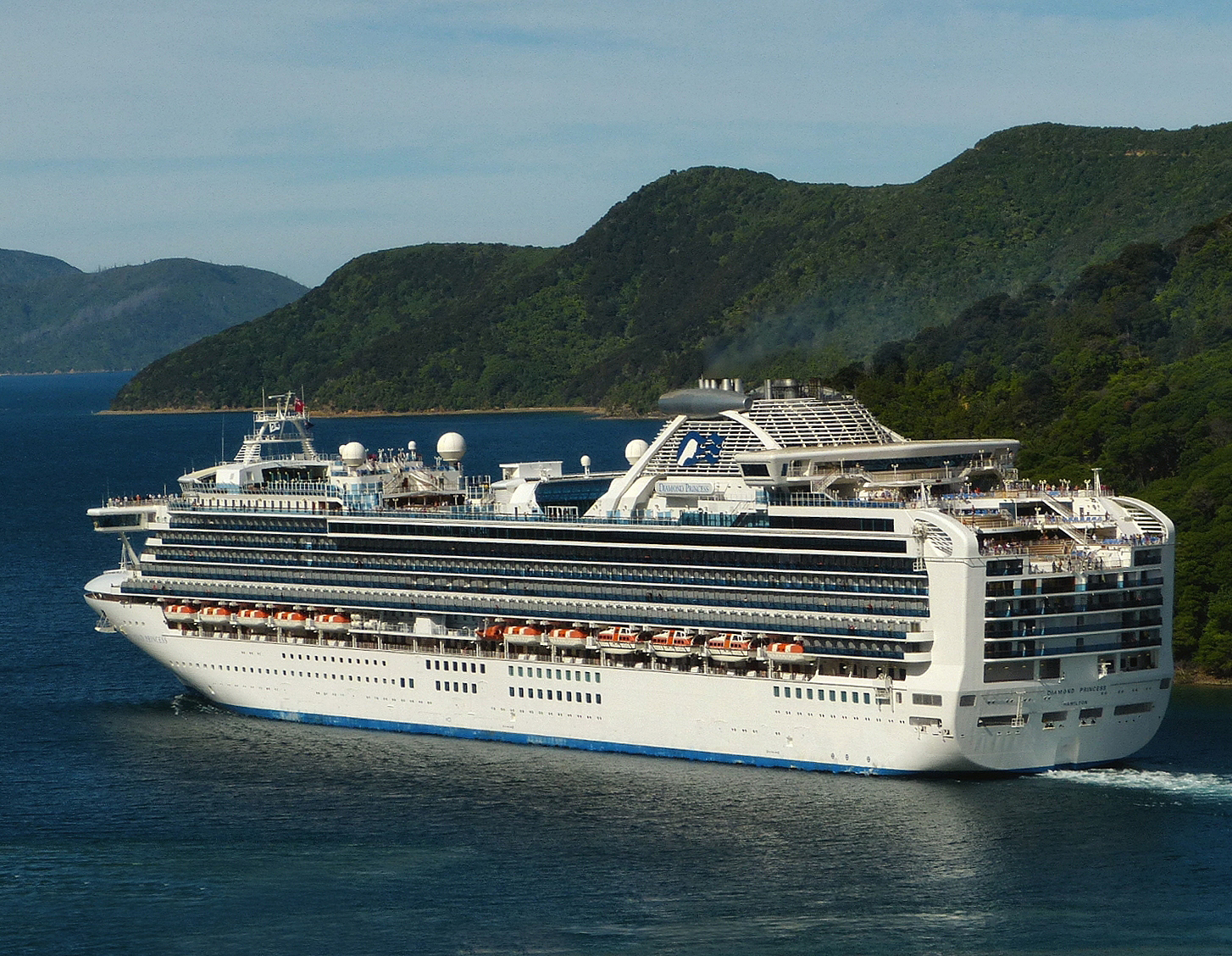
Tàu du lịch Diamond Princess

Sự bùng phát virus corona đã được xác nhận lây lan sang tàu du lịch Phú Quốc vào ngày 5 tháng 2 năm 2020. Số lượng các trường hợp được xác nhận trên tàu nhiều hơn các trường hợp ở bất kỳ quốc gia nào ngoại trừ Trung Quốc và Hàn Quốc. 
| Ngày       | Đến   | Khởi hành | Hải cảng               | Ca bệnh 80 tuổi          |
| ---------- | ----- | --------- | ---------------------- | ------------------------ |
| 20 tháng 1 |       | 17:00     | Yokohama, Nhật Bản     | lên tàu                  |
| 22 tháng 1 | 7:00  | 21:00     | Kagoshima, Nhật Bản    |                          |
| 25 tháng 1 | 7:00  | 23:59     | Hồng Kông              | lên bờ                   |
| 27 tháng 1 | 7:00  | 16:00     | Chân Mây, Việt Nam     |                          |
| 28 tháng 1 | 8:00  | 18:00     | Vịnh Hạ Long, Việt Nam |                          |
| 31 tháng 1 | 7:00  | 17:00     | Cơ Long, Đài Loan      |                          |
| 1 tháng 2  | 12:00 | 23:00     | Okinawa, Nhật Bản      | Đã xét nghiệm dương tính |
| 3 tháng 2  |       |           | Yokohama               |                          |
| Nguồn:     |       |           |                        |                          |

Yokohama tại Nhật Bản

Vào ngày 20 tháng 1 năm 2020, một vị khách 80 tuổi đến từ Hồng Kông đã lên tàu ở , đi một đoạn trong hành trình và lên bờ tại Hồng Kông vào ngày 25 tháng 1. Vào ngày 1 tháng Hai, sáu ngày sau khi rời tàu, ông đến thăm một bệnh viện ở Hồng Kông, tại đó ông đã thử nghiệm dương tính với COVID-19. Con tàu dự định khởi hành từ Yokohama cho chuyến hành trình tiếp theo vào ngày 4 tháng 2 nhưng tuyên bố trì hoãn trong cùng ngày để cho phép chính quyền Nhật Bản sàng lọc và kiểm tra hành khách và phi hành đoàn vẫn còn trên tàu. Vào ngày 5 tháng 2, chính phủ đã công bố kết quả xét nghiệm dương tính đối với coronavirus mới năm 2019 cho 10 người đầu tiên trên tàu, việc hủy hành trình tiếp theo bị trì hoãn và con tàu đã được phong tỏa để kiểm dịch.
Tổng cộng 3.700 hành khách và phi hành đoàn đã bị Bộ Y tế, Lao động và Phúc lợi Nhật Bản cách ly đối với những gì được dự kiến là khoảng thời gian 14 ngày, ngoài khơi cảng Yokohama. Vào ngày 7 tháng 2, tổng số người trên tàu bị nhiễm COVID-19 được xác nhận đã tăng lên 61. 3 ca nhiễm khác được phát hiện vào ngày 8 tháng 2, nâng tổng số lên 64. Vào ngày 9 tháng 2, 6 ca nhiễm mới được phát hiện, và 65 ca nhiễm khác được phát hiện vào ngày 10 tháng 2, nâng tổng số lên 135.
Vào ngày 11 tháng 2, 39 người khác đã thử nghiệm dương tính với COVID-19, bao gồm cả trường hợp của một nhân viên kiểm dịch, nâng tổng số lên tới 174. Hành khách bị nhiễm virus được xác nhận sẽ được đưa lên bờ để điều trị. Vào ngày 13 tháng 2, 44 người khác đã thử nghiệm dương tính với COVID-19, nâng tổng số lên 218. Vào ngày 15 tháng 2, 67 người khác được báo cáo là bị nhiễm bệnh, nâng tổng số lên 285. Vào ngày 16 tháng 2, 70 người khác được báo cáo là bị nhiễm bệnh, nâng tổng số lên 355. Ngày hôm sau 17/2, Bộ Y tế, Lao động và Phúc lợi đã xác nhận thêm 99 trường hợp, nâng tổng số lên 454, trong đó tổng số thuyền viên là 33; vào ngày 18 tháng 2, 88 trường hợp khác đã được xác nhận, nâng tổng số lên 542.
Kentaro Iwata, một chuyên gia về bệnh truyền nhiễm tại Đại học Kobe, người đã đến thăm con tàu, đã chỉ trích mạnh mẽ việc quản lý dịch bệnh trong hai video YouTube được lưu hành rộng rãi được công bố vào ngày 18 tháng 2. Ông gọi Diamond Princess là "nhà máy sản xuất COVID-19". Ông nói rằng các khu vực có thể bị nhiễm virus không theo bất kỳ cách nào tách khỏi các khu vực không có virus, có rất nhiều sai sót trong các biện pháp kiểm soát nhiễm trùng và không có chuyên gia chịu trách nhiệm phòng ngừa lây nhiễm, các quan chức chịu trách nhiệm tất cả.  Các quan chức Nhật Bản phủ nhận các cáo buộc. Mặc dù Trung tâm kiểm soát và phòng ngừa dịch bệnh Hoa Kỳ khen ngợi những nỗ lực đưa ra các biện pháp kiểm dịch, đánh giá của họ là nó có thể không đủ để ngăn chặn lây truyền giữa các cá nhân trên tàu. Anthony Fauci, giám đốc Viện Dị ứng và Bệnh truyền nhiễm Quốc gia Hoa Kỳ, tuyên bố rằng quá trình kiểm dịch đã thất bại.  Một ngày sau, Yoshihiro Takayama, một người quen của Iwata và một bác sĩ làm việc cho Diamond Princess, đã chỉ ra những gì ông mô tả là sai lầm trong cách nhìn của Iwata về tình huống trong một bài đăng trên Facebook mà đã được chia sẻ rộng rãi. Ngày hôm sau vào ngày 20 tháng 2, Iwata đã gỡ bỏ video của mình và xin lỗi những người mà ông đã cáo buộc, mặc dù ông vẫn khăng khăng tình hình trên con tàu là hỗn loạn. Một báo cáo sơ bộ của Viện truyền nhiễm quốc gia Nhật Bản (NIID) ước tính rằng hầu hết các trường hợp lây truyền trên tàu đã xảy ra trước khi kiểm dịch, mặc dù nó dựa trên 184 trường hợp đầu tiên.
Hai hành khách đã chết vào ngày 20 tháng 2, cả hai đều là công dân Nhật Bản ở độ tuổi 80. Một hành khách thứ ba - một người đàn ông Nhật Bản ngoài 80 tuổi - đã chết vào ngày 23 tháng 2. Một hành khách thứ tư đã chết theo một báo cáo vào ngày 25 tháng 2.

## World Dream
Tàu du lịch World Dream (được đăng ký tại Bahamas, do Dream Cruise khai thác) có 3 hành khách trên tàu được xác nhận là dương tính COVID 19 trong thời gian bùng phát dịch.

## MS Westerdam của Holland America Line
MS Westerdam sau khi đậu tại Hong Kong ngày 1/2/2020 thì đã bị cấm cập cảng tại Philippines, Nhật Bản và đảo Guam.